# ملعب رامون دي كارنازا
ملعب رامون دي كارنازا، هو ملعب يقع في مدينة قادس الأسبانية، غالباً ما يتم استخدامه لمباريات كرة القدم وهو الملعب الرئيسي لنادي قادش. يسع لجلوس 25,033 شخص. بني الملعب عام 1974.